# Noonan
Pour les articles homonymes, voir Noonan (homonymie).
Noonan est un village du Comté de Sunbury, au centre de la province canadienne du Nouveau-Brunswick. Le village a le statut de DSL. Dans le cadre de la réforme de la gouvernance locale du 1er janvier 2023, le DSL a été annexé au district rural de la Région-de-la-capitale.

## Géographie

### Situation
Noonan se trouve dans le comté de Sunbury, à 13 kilomètres de route à l'est de Fredericton et à 16 km au nord-ouest de Saint-Jean.
Noonan est limitrophe de la paroisse Saint Marys à l'ouest et de la paroisse de Maugerville sur les autres points cardinaux.

## Histoire
En 1825, le territoire est touché par les Grands feux de la Miramichi, qui dévastent entre 10 000 km2 et 20 000 km2 dans le centre et le nord-est de la province et tuent en tout plus de 280 personnes,.

## Démographie
| 2011 | 2016  |
| ---- | ----- |
| 949  | 1 042 |

## Économie
Entreprise Central NB, membre du Réseau Entreprise, a la responsabilité du développement économique.

## Administration

### Comité consultatif
En tant que district de services locaux, Noonan est administré directement par le Ministère des Gouvernements locaux du Nouveau-Brunswick, secondé par un comité consultatif élu composé de cinq membres dont un président.

### Commission de services régionaux
Noonan fait partie de la Région 11, une commission de services régionaux (CSR) devant commencer officiellement ses activités le 1er janvier 2013. Contrairement aux municipalités, les DSL sont représentés au conseil par un nombre de représentants proportionnel à leur population et leur assiette fiscale. Ces représentants sont élus par les présidents des DSL mais sont nommés par le gouvernement s'il n'y a pas assez de présidents en fonction. Les services obligatoirement offerts par les CSR sont l'aménagement régional, l'aménagement local dans le cas des DSL, la gestion des déchets solides, la planification des mesures d'urgence ainsi que la collaboration en matière de services de police, la planification et le partage des coûts des infrastructures régionales de sport, de loisirs et de culture; d'autres services pourraient s'ajouter à cette liste.

### Représentation et tendances politiques
Nouveau-Brunswick: Noonan fait partie de la circonscription provinciale de Fredericton-Fort Nashwaak, qui est représentée à l'Assemblée législative du Nouveau-Brunswick par Pam Lynch, du Parti progressiste-conservateur. Elle fut élue lors de l'élection de 2010.
 Canada: Noonan fait partie de la circonscription fédérale de Fredericton. Cette circonscription est représentée à la Chambre des communes du Canada par Keith Ashfield, du Parti conservateur.

## Vivre à Noonan
Le DSL est inclus dans le territoire du sous-district 10 du district scolaire Francophone Sud. Les écoles francophones les plus proches sont à Fredericton et Oromocto alors que les établissements d'enseignement supérieurs les plus proches sont dans le Grand Moncton.
Noonan est desservi par la route 10. Le détachement de la Gendarmerie royale du Canada le plus proche est à Oromocto. Le bureau de poste le plus proche est quant à lui à Fredericton.
Les quotidiens anglophones sont le Telegraph-Journal, publié à Saint-Jean, et The Daily Gleaner, de Fredericton. Les francophones bénéficient quant à eux du quotidien L'Acadie nouvelle, publié à Caraquet et de l'hebdomadaire L'Étoile, de Dieppe.